# Ichneumon pini
Ichneumon pini là một loài tò vò trong họ Ichneumonidae.